# Plataforma de desenvolupament d'IA/aprenentatge automàtic
Les plataformes de desenvolupament d'IA/aprenentatge automàtic, com ara PyTorch i Hugging Face, són ecosistemes de programari que donen suport al desenvolupament i desplegament de models d'intel·ligència artificial (IA) i aprenentatge automàtic (AA). Aquestes plataformes proporcionen eines, marcs de treball i infraestructura per optimitzar els fluxos de treball per a desenvolupadors, científics de dades i investigadors que treballen en solucions basades en IA.

## Visió general
Les plataformes de desenvolupament d'IA/aprenentatge automàtic serveixen com a entorns complets per a la construcció de sistemes d'IA, que van des de models predictius simples fins a models de llenguatge gran complexos (LLM). Abstrauen les complexitats tècniques (per exemple, la computació distribuïda, l'ajust d'hiperparàmetres) alhora que ofereixen components modulars per a la personalització. Els usuaris clau inclouen:
- Desenvolupadors: Creació d'aplicacions basades en IA/ML.
- Científics de dades: experimentant amb algoritmes i canals de dades.
- Investigadors: Millora de les capacitats d'IA d'última generació.

## Característiques clau
Les plataformes modernes d'IA/aprenentatge automàtic solen incloure:
1. Suport de flux de treball de principi a fi :
  1. Preparació de dades: eines per netejar, etiquetar i augmentar conjunts de dades.
  2. Construcció de models: Biblioteques per dissenyar xarxes neuronals (per exemple, integracions de PyTorch i TensorFlow).
  3. Entrenament i optimització: entrenament distribuït, ajust d'hiperparàmetres i AutoML.
  4. Implementació: Exportació de models a entorns de producció (API, dispositius perimetrals, serveis al núvol).
2. Escalabilitat: Suport per a l'entrenament multi- GPU/TPU i infraestructura nativa del núvol (per exemple, Kubernetes).[4]
3. Models i plantilles preconstruïdes: repositoris de models preentrenats (per exemple, el Model Hub de Hugging Face) per a tasques com el processament del llenguatge natural (PLN), la visió per computador o el reconeixement de veu.
4. Eines de col·laboració: control de versions, seguiment d'experiments (per exemple, MLflow) i gestió de projectes en equip.
5. Eines ètiques d'IA: detecció de biaixos, marcs d'explicabilitat (per exemple, SHAP, LIME) i compliment de regulacions com el RGPD.

## Exemples de plataformes
Here are some popular AI/ML development platforms that cater to different needs, from end-to-end ML workflows to specialized tools for model training and deployment:
| Cara d'abraçada                | Codi obert     | Desenvolupament i ajust de models de PNL                            |
| TensorFlow ampliat (TFX)       | Marc           | Canalitzacions d'aprenentatge automàtic de punta a punta            |
| PyTorch                        | Codi obert     | Construcció de models centrats en la recerca                        |
| IA de Google Vertex            | Basat en núvol | Implementació i monitorització d'aprenentatge automàtic empresarial |
| Aprenentatge automàtic d'Azure | Basat en núvol | Gestió de models híbrids (núvol/perífera)                           |

## Aplicacions
Les plataformes de desenvolupament d'IA/aprenentatge automàtic sustenten les innovacions en:
- Assistència sanitària: descobriment de fàrmacs, anàlisi d'imatges mèdiques.[9]
- Finances: Detecció de fraus, negociació algorítmica.[10]
- Processament del llenguatge natural (PLN): xatbots, sistemes de traducció.
- Sistemes autònoms: cotxes sense conductor, robòtica.

## Reptes
1. Costos computacionals : la formació de LLM requereix recursos GPU/TPU massius.
2. Privacitat de dades: equilibri del rendiment del model amb el compliment del RGPD/CCPA.
3. Bretxa de competències: Alta barrera d'entrada per a no experts.
4. Biaix i equitat: mitigació de resultats esbiaixats en aplicacions sensibles.

## Tendències futures
1. Democratització: Plataformes low-code/no-code (per exemple, Google AutoML, DataRobot).
2. Integració ètica de la IA: eines per a la mitigació del biaix i la transparència.
3. Aprenentatge federat: models d'entrenament sobre dades descentralitzades.[11]
4. Aprenentatge automàtic quàntic: plataformes híbrides que aprofiten la computació quàntica.